# Bêta-Mannosidase
La β-mannosidase est une glycoside hydrolase qui catalyse l'hydrolyse des liaisons osidiques des résidus de β-D-mannose terminaux et non réducteurs des β-D-mannosides,,,,,.
Cette enzyme est localisée dans les lysosomes, où elle assure la dernière étape de la dégradation des glycoprotéines à N-oligosaccharides.